# Shadows in the Night
Shadows in the Night je šestatřicáté studiové album amerického hudebníka Boba Dylana. Album vyšlo v únoru roku 2015. Album neobsahuje žádné Dylanovy autorské písně; jsou na něm zařazeny skladby, které v minulosti nahrál zpěvák Frank Sinatra. Již v květnu 2014 Dylan vydal píseň „Full Moon and Empty Arms“ s příslibem nového alba. Album produkoval Jack Frost, což je Dylanův pseudonym.

## Seznam skladeb
1. „I'm a Fool to Want You“ (Frank Sinatra, Jack Wolf, Joel Herron)
2. „The Night We Called It a Day“ (Matt Dennis, Tom Adair)
3. „Stay with Me“ (Jerome Moross, Carolyn Leigh)
4. „Autumn Leaves“ (Jacques Prévert)
5. „Why Try to Change Me Now“ (Cy Coleman, Joseph McCarthy)
6. „Some Enchanted Evening“ (Oscar Hammerstein II, Richard Rodgers)
7. „Full Moon and Empty Arms“ (Buddy Kaye, Ted Mossman)
8. „Where Are You?“ (Harold Adamson, Jimmy McHugh)
9. „What'll I Do“ (Irving Berlin)
10. „That Lucky Old Sun“ (Haven Gillespie, Beasley Smith)

## Obsazení
- Bob Dylan – zpěv
- Daniel Fornero – trubka
- Tony Garnier – baskytara
- Larry G. Hall – trubka
- Dylan Hart – francouzský roh
- Donnie Herron – pedálová steel kytara
- Alan Kaplan – pozoun
- Stu Kimball – kytara
- Andrew Martin – pozoun
- Joseph Meyer – francouzský roh
- George Receli – perkuse
- Charlie Sexton – kytara
- Francisco Torres – pozoun